# Mavrodolu, Argeș
Mavrodolu este un sat în comuna Rătești din județul Argeș, Muntenia, România.